# Luc Claus
Luc Claus (Aalst, 16 november 1930 - Brussel, 16 augustus 2006) was een Vlaams kunstenaar.

## Artistieke activiteiten
Na zijn studies aan La Cambre te Brussel legde hij zich bijna uitsluitend toe op de tekening en de drogenaaldtechniek. Met kleur sprong hij zeer spaarzaam om. Luc Claus was het zeker eens met Renoir toen die verklaarde: "Le noir, mais c'est la reine des couleurs". 
In zijn drogenaalden creëerde hij met de stift een gamma van diepe zwarten die vaak varieerden naar zachte, fluwelige, bijna grijstinten. Op papier wisselden inkt, potlood en houtskool elkaar af, soms met
enkele aquareltoetsen. De thematiek van zijn oeuvre is eerder beperkt. Toch getuigen die talrijke variaties van een enorme diversiteit en een rijke fantasie.
Claus zelf zegt: "Mensen die niets te vertellen hebben, doen telkens iets anders. Mensen die iets te vertellen hebben doen telkens hetzelfde."
Een van zijn geliefde thema's was die van de kop en sokkel. Wie niet met het werk vertrouwd is, denkt aan voorontwerpen voor beeldhouwwerk. Toch gaat het hier altijd om autonome tekeningen, weliswaar met een grote sculpturale waarde. Vaak worden eenvoudige geometrische vormen gecombineerd met elementen ontleend aan de dagelijkse leefwereld of de natuur. De zowat 30 schetsboeken die hij nagelaten heeft tonen zijn zoeken naar en  combineren van abstracte vormen met waarneming uit de directe omgeving. Zo inspireert een half opgedroogde waterplas op een plat dak hem evengoed als een schijnbaar zwevende toren in het nachtelijke New York.

## Collecties
- Een keuze van de drogenaaldetsen van Claus bevindt zich in het prentenkabinet van de Koninklijke Bibliotheek in Brussel.
- Het Mu.ZEE in Oostende bewaart een selectie van zijn tekeningen.
- Ook het Teylers Museum in Haarlem en de Bibliothèque nationale de France in Parijs hebben werk van hem verworven.